# Shiono
Shiono (scritto: 塩野 lett. "campo di sale") è un cognome giapponese . Tra i personaggi famosi con questo cognome ci sono:
- Akihisa Shiono (塩野 瑛久? born 1995), attore e modello giapponese
- Anri Shiono (塩野 アンリ?), doppiatrice giapponese
- Etorouji Shiono (塩野干支郎次? born 1976), artista di manga giapponese
- Hiroshi Shiono (塩野 宏? born 1931), studioso di diritto giapponese
- Nanami Shiono (塩野 七生? born 1937), scrittore giapponese
- Shizue Shiono (塩野 静枝? 1903–1962), attrice giapponese
- Suehiko Shiono (塩野 季彦? 1880–1949), avvocato e politico giapponese